# Adenophorus tripinnatifidus
Adenophorus tripinnatifidus là một loài dương xỉ trong họ Polypodiaceae. Loài này được Gaudich. mô tả khoa học đầu tiên năm 1825.